# 玛伊 (玛纳斯区)
玛伊，俄语则称迈斯科耶（俄语：Майское），是吉尔吉斯斯坦塔拉斯州玛纳斯区下辖的一个村。根据2009年吉尔吉斯共和国人口普查，全村人口为3984人。